# Chrysocharis
Chrysocharis är ett släkte av steklar som beskrevs av Förster 1856. Chrysocharis ingår i familjen finglanssteklar.

## Dottertaxa tillChrysocharis, i alfabetisk ordning[1][2]
- Chrysocharis acoris
- Chrysocharis acutigaster
- Chrysocharis aegyptiensis
- Chrysocharis ainsliei
- Chrysocharis ajugus
- Chrysocharis albicoxis
- Chrysocharis albipes
- Chrysocharis alpinus
- Chrysocharis aluta
- Chrysocharis amanus
- Chrysocharis amasis
- Chrysocharis amyite
- Chrysocharis antoni
- Chrysocharis argyropezae
- Chrysocharis assis
- Chrysocharis auratus
- Chrysocharis avia
- Chrysocharis bambeyi
- Chrysocharis bedius
- Chrysocharis bestiola
- Chrysocharis boriquenensis
- Chrysocharis budensis
- Chrysocharis caribea
- Chrysocharis cerodonthae
- Chrysocharis cerris
- Chrysocharis chlorus
- Chrysocharis chromatomyiae
- Chrysocharis clarkae
- Chrysocharis collaris
- Chrysocharis compressicornis
- Chrysocharis coptodiscae
- Chrysocharis cornigera
- Chrysocharis crassiscapus
- Chrysocharis debussyi
- Chrysocharis discalis
- Chrysocharis echinata
- Chrysocharis elongata
- Chrysocharis entedonoides
- Chrysocharis equiseti
- Chrysocharis eurynota
- Chrysocharis euterpe
- Chrysocharis flacilla
- Chrysocharis flaviclypeus
- Chrysocharis foliincolarum
- Chrysocharis frigida
- Chrysocharis fulviscapus
- Chrysocharis funicularis
- Chrysocharis gemina
- Chrysocharis gemma
- Chrysocharis gibsoni
- Chrysocharis giraulti
- Chrysocharis griffithsi
- Chrysocharis horticola
- Chrysocharis idyia
- Chrysocharis ignota
- Chrysocharis illustris
- Chrysocharis imbrasus
- Chrysocharis imphalensis
- Chrysocharis indicus
- Chrysocharis johnsoni
- Chrysocharis kimamaensis
- Chrysocharis lankensis
- Chrysocharis laomedon
- Chrysocharis laricinellae
- Chrysocharis latifossa
- Chrysocharis liriomyzae
- Chrysocharis longiclavatus
- Chrysocharis longicoxa
- Chrysocharis longigaster
- Chrysocharis longiscapus
- Chrysocharis longitarsus
- Chrysocharis loranthellae
- Chrysocharis lubrica
- Chrysocharis mediana
- Chrysocharis minuta
- Chrysocharis miranda
- Chrysocharis moravica
- Chrysocharis nautius
- Chrysocharis nephereus
- Chrysocharis nigra
- Chrysocharis nigricrus
- Chrysocharis nitetis
- Chrysocharis nitida
- Chrysocharis nitidifrons
- Chrysocharis occidentalis
- Chrysocharis omari
- Chrysocharis orbicularis
- Chrysocharis oscinidis
- Chrysocharis pallidigaster
- Chrysocharis pallipes
- Chrysocharis paradoxa
- Chrysocharis pentheus
- Chrysocharis perditor
- Chrysocharis phryne
- Chrysocharis phytomyzivora
- Chrysocharis pilicoxa
- Chrysocharis pilosa
- Chrysocharis polita
- Chrysocharis polyzo
- Chrysocharis prodice
- Chrysocharis pubens
- Chrysocharis pubicornis
- Chrysocharis purpurea
- Chrysocharis robusta
- Chrysocharis sentenaca
- Chrysocharis splendidissima
- Chrysocharis stigmata
- Chrysocharis subcircularis
- Chrysocharis submutica
- Chrysocharis sulcata
- Chrysocharis sunosei
- Chrysocharis sylleptae
- Chrysocharis tristis
- Chrysocharis truncatula
- Chrysocharis tsugae
- Chrysocharis ujiyei
- Chrysocharis wahli
- Chrysocharis walleyi
- Chrysocharis viridis
- Chrysocharis vonones
- Chrysocharis zizyphi